# 2005年イタリアグランプリ
2005年イタリアグランプリ (LXXVI Gran Premio d'Italia) は、2005年F1世界選手権の第15戦として、2005年9月4日にモンツァ・サーキットで開催された。ファン・パブロ・モントーヤがF1史上最速の372.6 km/h (231.5 mph) を記録したレースであった。

## レース概要
キミ・ライコネンは予選で最速タイムを記録したが、エンジンを交換したことのペナルティで10グリッド降格処分を受け11番手スタート、代わってモントーヤがポールポジションを得た。
レースはモントーヤが制し、2位にフェルナンド・アロンソ、3位にジャンカルロ・フィジケラが入った。ライコネンは11番手からスタートしヤルノ・トゥルーリ、ラルフ・シューマッハ、アントニオ・ピッツォニア、ジェンソン・バトンを抑えて4位に入った。ライコネンはワンストップ作戦で優勝を狙えたが、タイヤの空気圧低下でやむなく2度目のピットストップを行った。
アロンソはこのレースで総ポイント103となり、2位のライコネンとの差を27と3ポイント広げた。これにミハエル・シューマッハが55ポイントで続くが、タイトルは以降アロンソとライコネンの間で争われることとなる。モントーヤはシューマッハより上位でフィニッシュし、10ポイントを得たものの50ポイントとランキングでは依然シューマッハの下であった。コンストラクターではルノーが146ポイントで、マクラーレン-メルセデスに10ポイントの差をつけて首位を維持した。フェラーリが86ポイントで3位、トヨタは7ポイントを得、78ポイントで4位となる。
このレースではリタイヤした車両が無かった。これは1961年オランダグランプリ以来の珍事であり、このグランプリ以降で全車完走となったレースは2011年ヨーロッパグランプリ、2016年中国グランプリ、2016年日本グランプリとなる。2005年アメリカグランプリもリタイアした車両が無かったレースであるが、ミシュランタイヤ装着車が出走を取りやめ6台で争われたレースであった。2015年日本グランプリはフェリペ・ナッセのみリタイアしたが90%以上走行していたため完走扱いとなり、全車完走となっている。
アントニオ・ピッツォニアがニック・ハイドフェルドに代わってシーズンの残りを走ることとなった。

## 予選
| 順位 | No | ドライバー                 | コンストラクター        | 周回     | 差     |
| ---- | -- | -------------------------- | ----------------------- | -------- | ------ |
| 1    | 9  | キミ・ライコネン           | マクラーレン-メルセデス | 1:20.878 | —      |
| 2    | 10 | ファン・パブロ・モントーヤ | マクラーレン-メルセデス | 1:21.054 | +0.176 |
| 3    | 5  | フェルナンド・アロンソ     | ルノー                  | 1:21.319 | +0.441 |
| 4    | 3  | ジェンソン・バトン         | B・A・R-ホンダ          | 1:21.369 | +0.491 |
| 5    | 4  | 佐藤琢磨                   | B・A・R-ホンダ          | 1:21.477 | +0.599 |
| 6    | 16 | ヤルノ・トゥルーリ         | トヨタ                  | 1:21.640 | +0.762 |
| 7    | 1  | ミハエル・シューマッハ     | フェラーリ              | 1:21.721 | +0.843 |
| 8    | 2  | ルーベンス・バリチェロ     | フェラーリ              | 1:21.962 | +1.084 |
| 9    | 6  | ジャンカルロ・フィジケラ   | ルノー                  | 1:22.068 | +1.190 |
| 10   | 17 | ラルフ・シューマッハ       | トヨタ                  | 1:22.266 | +1.388 |
| 11   | 14 | デビッド・クルサード       | レッドブル-コスワース   | 1:22.304 | +1.426 |
| 12   | 11 | ジャック・ヴィルヌーヴ     | ザウバー-ペトロナス     | 1:22.356 | +1.478 |
| 13   | 15 | クリスチャン・クリエン     | レッドブル-コスワース   | 1:22.532 | +1.654 |
| 14   | 7  | マーク・ウェバー           | ウィリアムズ-BMW        | 1:22.560 | +1.682 |
| 15   | 12 | フェリペ・マッサ           | ザウバー-ペトロナス     | 1:23.060 | +2.182 |
| 16   | 8  | アントニオ・ピッツォニア   | ウィリアムズ-BMW        | 1:23.291 | +2.413 |
| 17   | 18 | ティアゴ・モンテイロ       | ジョーダン-トヨタ       | 1:24.666 | +3.788 |
| 18   | 20 | ロバート・ドーンボス       | ミナルディ-コスワース   | 1:24.904 | +4.026 |
| 19   | 19 | ナレイン・カーティケヤン   | ジョーダン-トヨタ       | 1:25.859 | +4.981 |
| 20   | 21 | クリスチャン・アルバース   | ミナルディ-コスワース   | 1:26.964 | +6.086 |

## 決勝
| 順位 | No | ドライバー                 | コンストラクター        | 周回 | タイム      | グリッド | ポイント |
| ---- | -- | -------------------------- | ----------------------- | ---- | ----------- | -------- | -------- |
| 1    | 10 | ファン・パブロ・モントーヤ | マクラーレン-メルセデス | 53   | 1:14:28.659 | 1        | 10       |
| 2    | 5  | フェルナンド・アロンソ     | ルノー                  | 53   | +2.479      | 2        | 8        |
| 3    | 6  | ジャンカルロ・フィジケラ   | ルノー                  | 53   | +17.975     | 8        | 6        |
| 4    | 9  | キミ・ライコネン           | マクラーレン-メルセデス | 53   | +22.775     | 11       | 5        |
| 5    | 16 | ヤルノ・トゥルーリ         | トヨタ                  | 53   | +33.786     | 5        | 4        |
| 6    | 17 | ラルフ・シューマッハ       | トヨタ                  | 53   | +43.925     | 9        | 3        |
| 7    | 8  | アントニオ・ピッツォニア   | ウィリアムズ-BMW        | 53   | +44.643     | 16       | 2        |
| 8    | 3  | ジェンソン・バトン         | B・A・R-ホンダ          | 53   | +1:03.635   | 3        | 1        |
| 9    | 12 | フェリペ・マッサ           | ザウバー-ペトロナス     | 53   | +1:15.413   | 15       |          |
| 10   | 1  | ミハエル・シューマッハ     | フェラーリ              | 53   | +1:36.070   | 6        |          |
| 11   | 11 | ジャック・ヴィルヌーヴ     | ザウバー-ペトロナス     | 52   | +1 lap      | 12       |          |
| 12   | 2  | ルーベンス・バリチェロ     | フェラーリ              | 52   | +1 lap      | 7        |          |
| 13   | 15 | クリスチャン・クリエン     | レッドブル-コスワース   | 52   | +1 lap      | 13       |          |
| 14   | 7  | マーク・ウェバー           | ウィリアムズ-BMW        | 52   | +1 lap      | 14       |          |
| 15   | 14 | デビッド・クルサード       | レッドブル-コスワース   | 52   | +1 lap      | 10       |          |
| 16   | 4  | 佐藤琢磨                   | B・A・R-ホンダ          | 52   | +1 lap      | 4        |          |
| 17   | 18 | ティアゴ・モンテイロ       | ジョーダン-トヨタ       | 51   | +2 laps     | 17       |          |
| 18   | 20 | ロバート・ドーンボス       | ミナルディ-コスワース   | 51   | +2 laps     | 18       |          |
| 19   | 21 | クリスチャン・アルバース   | ミナルディ-コスワース   | 51   | +2 laps     | 20       |          |
| 20   | 19 | ナレイン・カーティケヤン   | ジョーダン-トヨタ       | 50   | +3 laps     | 19       |          |

## 第15戦終了時点でのランキング
- 太字は理論上ワールドチャンピオンの可能性あり

| 順位 | ドライバー                 | ポイント |
| ---- | -------------------------- | -------- |
| 1    | フェルナンド・アロンソ     | 103      |
| 2    | キミ・ライコネン           | 76       |
| 3    | ミハエル・シューマッハ     | 55       |
| 4    | ファン・パブロ・モントーヤ | 50       |
| 5    | ヤルノ・トゥルーリ         | 43       |

| 順位 | コンストラクター        | ポイント |
| ---- | ----------------------- | -------- |
| 1    | ルノー                  | 144      |
| 2    | マクラーレン-メルセデス | 136      |
| 3    | フェラーリ              | 86       |
| 4    | トヨタ                  | 78       |
| 5    | ウィリアムズ-BMW        | 54       |

- 注：ドライバー、コンストラクター共にトップ5のみ表示。

## 参照
1. ↑  “Montoya bate el record de velocidad de un Formula 1”. 2011年4月13日閲覧。

| 前戦 2005年トルコグランプリ       | FIA F1世界選手権 2005年シーズン | 次戦 2005年ベルギーグランプリ     |
| 前回開催 2004年イタリアグランプリ | イタリアグランプリ              | 次回開催 2006年イタリアグランプリ |

座標: 北緯45度36分56秒 東経9度16分52秒 / 北緯45.61556度 東経9.28111度